# Robert (Steed) Dunn
Robert (Steed) Dunn, né en 1877 à Newport (Rhode Island) et mort en 1955 à Katonah (New York), est un explorateur, écrivain, officier de marine, et journaliste américain.

## Éléments biographiques
En sa qualité de correspondant du New-York Commercial Advertiser (en), il accompagne, en 1903, l'expédition en Alaska dirigée par Frederick Cook pour sa première tentative d'ascension du mont McKinley,. En 1907, il publie son journal de cet échec sous le titre The Shameless Diary of an explorer.

## Œuvres
- (en) Robert Dunn, The Shameless Diary of an explorer, New York, 1907, 297 p. (lire en ligne).
- (en) Robert Dunn, The youngest world : a novel of the frontier, New York, Dodd, Mead and Co., 1914.
- (en) Robert (Steed) Dunn, Horizon Fever, New York, Albert & Charles Boni, 1932.
- (en) Robert Dunn, And Least Love, 145, 92 p.

- (en) Robert Dunn, World Alive : A Personal Story, Crown Publishers, 1956, 480 p.